# José María Carreño
José María Carreño Blanco (Cúa, actual Estado Miranda, Venezuela, 19 de marzo de 1792-Caracas, Venezuela, 18 de mayo de 1849) fue un militar y político venezolano, vicepresidente del Consejo de Gobierno bajo la presidencia de José María Vargas y presidente provisional en dos ocasiones.

## Biografía
Nació en Cúa, población situada en lo que hoy es el Estado Miranda, el 19 de marzo de 1792.  tercer hijo de un total de 11 hermanos provenientes de la unión estable de Don Julián Carreño y Doña Margarita Blanco La familia Carreño Blanco residía en la población de Cúa, lugar donde incluso poseían grandes haciendas, que eran principalmente cacaoteras.
Carreño comenzó su carrera militar en Caracas en septiembre de 1810 como segundo teniente en la milicia blanca (Milicias Regladas de Blancos de Caracas). En 1813 acompaña al Libertador en la Campaña Admirable, participando de todos los combates al lado de Bolívar hasta la batalla del 13 de septiembre en Cerritos Blancos, en el estado Lara, que fue librada por el coronel Ramón García de Sena contra el coronel Juan de los Reyes Vargas; donde ya, con el grado de capitán, cae gravemente herido el mayor general Rafael Urdaneta. En este combate de Cerritos Blancos donde recibe múltiples heridas y pierde su brazo derecho por las acciones de una bala de cañón que le pasa rosando. Solo logra salvar la vida porque los realistas lo dan por muerto y no lo rematan en la batalla, siendo rescatado posteriormente por sus compañeros; a partir de ese momento será conocido con el sobrenombre de "El Mocho Carreño".
Durante 1815 hasta 1830 el general Carreño participó en la guerra de independencia, en grandes batallas, junto con generales tales como José Antonio Páez, Santiago Mariño, Simón Bolívar (El Libertador) y otros. Con el grado de coronel distinguió junto al también coronel Jacinto Lara en el asedio de Santa Marta que allanó el camino al ejército del general Mariano Montilla para la toma definitiva de Cartagena de Indias en 1819. Después de que hubiesen terminado las hostilidades, al general Carreño le asignaron grandes terrenos en toda Venezuela por su heroica actuación en la Guerra de Independencia. Leal a la causa republicana del Libertador fue testigo de excepción de sus últimos momentos en la Quinta de San Pedro Alejandrino en Santa Marta (1830), prestó su camiseta a Simón Bolívar, justo después de su muerte.

## Períodos presidenciales
De vuelta en Venezuela en 1835 el general Carreño formó parte del gabinete del doctor José María Vargas, hasta varios días después por el derrocamiento de Vargas. Presidencia luego del fracaso de Santiago Mariño y su Revolución de las Reformas, el 27 de julio de 1835, el Consejo de Gobierno, designó como encargado del Poder Ejecutivo, liderado por Páez, al vicepresidente de dicho organismo, general José María Carreño. José María Vargas retomaría el poder el 20 de agosto de ese mismo año.
Luego de que José María Vargas renunciara irrevocablemente a la Presidencia de Venezuela, de conformidad con lo establecido por la Constitución de 1830, a Vargas lo reemplazó por Andrés Narvarte, quien declinó en el vicepresidente del Consejo de Gobierno. José María Carreño, ejerciendo sus funciones como vicepresidente, se encarga del Poder Ejecutivo, juramentándose el 20 de enero de 1837 a la edad de 45 años. José María Carreño, en su cargo de vicepresidente del Consejo de Gobierno, ejerció sus funciones con la colaboración de Felipe Fermín Paul, Ministro del Interior, José Félix Blanco en el Ministerio de Guerra y Marina, y Manuel María Echeandía en Relaciones Exteriores.
Carreño y el Congreso se instaló el 26 de enero de 1837, y uno de los primeros actos fue practicar el escrutinio de los votos del Colegio Electoral para elegir al vicepresidente. La casi totalidad de los votos favorecieron al candidato de José Antonio Páez, el general Carlos Soublette, quien para el momento se encontraba en Europa como Ministro Plenipotenciario, negociando el Tratado de Independencia, Paz y Amistad de Venezuela con España. José María Carreño fue masón en 3.er grado.
José Tadeo Monagas lo nombró ministro de guerra y marina, sin embargo renunció al poco tiempo debido al indulto del gobierno a Antonio Leocadio Guzmán. Carreño murió el 18 de mayo de 1849 en Caracas. Por el papel que jugó en el final de la vida de Bolívar, el general Carreño es un personaje secundario en la novela El general en su laberinto , del colombiano Gabriel García Márquez .